# Acartiapotamon inflatum
Acartiapotamon inflatum е вид ракообразно от семейство Potamidae.

## Разпространение
Видът е разпространен в Китай (Гуейджоу).